# Krukut (Limo)
Krukut is een bestuurslaag in het regentschap Depok van de provincie West-Java, Indonesië. Krukut telt 15.502 inwoners (volkstelling 2010).